# Batalha de Estero Rojas
A Batalha de Estero Rojas ocorreu em 24 de setembro de 1867, quando um comboio brasileiro, proveniente de Tuiuti com destino a Tuju-Cuê, foi atacado por tropas paraguaias sob o comando do ten. cel. Vallois Rivarola.
Em menor número, as forças brasileiras, sob o comando geral do General Albino de Carvalho, foram salvas pela chegada das forças do General Visconde de Porto Alegre, que repeliram os paraguaios.